# Carlo Girelli
Carlo Girelli (Brescia, 1730 – Brescia, 1816) è stato un religioso e poeta italiano.

## Biografia
Nato a Brescia da famiglia nobile, fu canonico della Collegiata dei Santi Nazaro e Celso.
Membro dell'Accademia degli Erranti, nella sua vita si dedicò principalmente alla poesia d'occasione, scrivendo in italiano e in lombardo nella sua variante bresciana. Delle sue opere a noi pervenuteci possiamo ricordare Dialogo contro la moda alla ghigliottina, in cui si scaglia contro la Rivoluzione francese.
A vignì che dènt en Bressa 

De le siure al töt sgolade 

Senza tresse e sparpaiade 

...»
(Carlo Girelli, Dialogo contro la moda alla ghigliottina)
È anche annoverato tra i membri dell'Accademia dei Ricoverati di Padova
Girelli è citato nella Antologia della poesia nelle lingue e nei dialetti lombardi dal Medioevo al XX secolo, pubblicata nel 2006 da Libri Scheiwiller e considerata una pietra miliare relativamente ai dialetti lombardi.